# Abraham ibn Esra
Abraham ben Meir ibn Esra (hebräisch ר׳ אַבְרָהָם בֶּן מֵאִיר אִבְּן עֶזְרָא ʾAḇrāhām ben Mēʾīr ʾībən ʾEzrāʾ); Akronym Raba; geboren zwischen 1088 und 1097, wahrscheinlich um 1092 in Tudela, Königreich Navarra; gestorben am 23. oder 28. Januar 1167; war ein jüdischer Gelehrter und Schriftsteller, der sich mit Grammatik, Astrologie, Philosophie und Bibelauslegung befasste. Er gehört zu den Vorreitern einer wissenschaftlichen Exegese biblischer Texte.

## Leben
Ibn Esras Leben gliedert sich in zwei deutlich unterscheidbare Perioden. Bis etwa 1139 lebte er in Spanien, von wo aus er Reisen nach Marokko, Algerien, Gabès in Tunesien und vielleicht Ägypten unternahm. In Spanien freundete er sich mit Jehuda ha-Levi an, bereiste mit ihm die Städte des Landes und begleitete ihn bis nach Nordafrika.
Nach 1140 führte Ibn Esra ein Wanderleben, schrieb die meisten seiner Werke und notierte jeweils den Ort ihrer Entstehung. In Rom verfasste er ein Buch über den Aufbau der hebräischen Sprache (Mosnei Leschon Ha-Kodesch), das 1546 in Venedig gedruckt wurde, und übersetzte drei Bücher über die hebräische Grammatik aus dem Arabischen ins Hebräische (erstmals 1849 veröffentlicht). In Rom scheint Ibn Esra Schwierigkeiten mit Vertretern der jüdischen Gemeinde gehabt zu haben und zog von hier weiter nach Lucca, wo sein Aufenthalt 1145 bezeugt ist. Hier verfasste er Kommentare zu verschiedenen Büchern der Bibel und eine Verteidigungsschrift für Saadia Gaon gegen seinen Schüler Dunasch ben Labrat. Von Lucca zog er weiter nach Mantua und Verona, wo er mathematische und astronomische Werke schrieb. 1147 verließ er Italien und zog in die Provence, besuchte Narbonne und Béziers und ging weiter nach Nordfrankreich (Rouen und Dreux). In Frankreich schrieb er exegetische sowie astrologische Werke. Hier befreundete er sich mit Rabbenu Tam und tauschte mit ihm einige Gedichte aus; in den Tosafot ist eine Frage von Ibn Esra an Rabbenu Tam überliefert. 1158 reiste er nach London und kehrte 1161 nach Narbonne zurück. Der Ort seines Todes ist nicht bekannt. Ältere Autoren lokalisierten ihn in England (so zuerst Rabbi Moses von Taku, 13. Jh.), im nordspanischen Calahorra (Josef ben Zadik, 1487, mit noch anderen Angaben, die eine Verwechslung mit Moses ibn Esra nahelegen), oder in Kabul, Palästina (Abraham Zacuto um 1500), während die Forschungsmeinung in jüngerer Zeit zwischen England und Rom geteilt ist.

## Werk

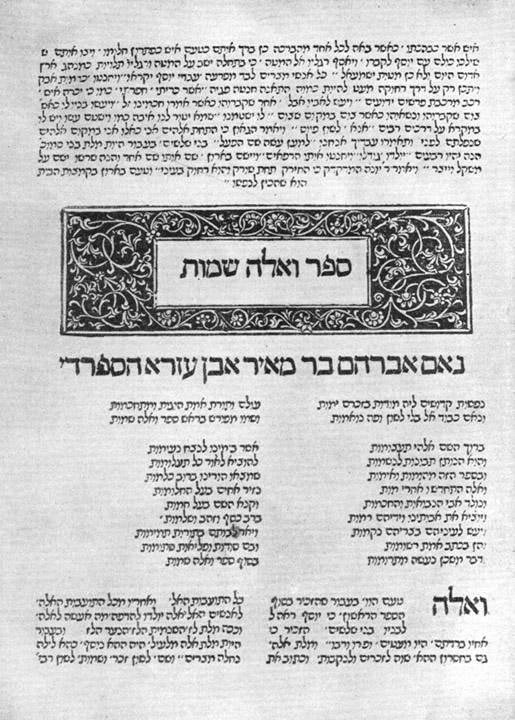
Das Buch Exodus mit dem Kommentar Abraham ibn Esras, Neapel 1488

Ibn Esra hinterließ ein umfangreiches, vielseitiges literarisches Werk, das größtenteils in der zweiten Lebensperiode entstand.
Den wichtigsten und einflussreichsten Teil bilden seine bibelexegetischen Schriften, die in die rabbinischen Bibelausgaben als Standardkommentare aufgenommen wurden und sich durch eine besondere Gewichtung des Litteralsinns auszeichnen, in Exkursen aber auch weitergehende mystische, zahlenexegetische und philosophische Darlegungen enthalten. Ibn Esra verfasste Kommentare zum Pentateuch (zu einem Teil von Genesis und zu Exodus je eine kürzere und eine längere Fassung), zu Jesaja, den zwölf „kleinen“ Propheten, den Psalmen, Hiob, den fünf Megillot (Hohelied, Ruth, Klagelieder, Prediger und Esther) und zu Daniel, außerdem heute verlorene Kommentare zu den älteren historischen Büchern (Könige und Samuel). Möglicherweise hat er auch Kommentare zu Jeremia, Ezechiel und den Sprüchen Salomos verfasst, die unter seinem Namen überlieferten Kommentare dieser Art werden ihm heute aber nicht mehr zugeschrieben. Seine Bibelkommentare und verwandten Traktate wie die „Schrift über den Namen“ Gottes (Sefer ha-shem) sind neben dem an Avicennas Ḥayy ibn Yaqẓān anknüpfenden, in Reimprosa verfassten allegorisch-mystischen Traktat „Lebendiger, Sohn des Wachen“ (Haj ben Meqis oder: Chaj ben Meqiz; vgl. auch Der Philosoph als Autodidakt), von dem sich Inhalte auch in Dantes Göttlicher Komödie wiederfinden, auch die wichtigsten Quellen für die Kenntnis seiner neuplatonischen Philosophie, da er im engeren Sinn philosophische Schriften nicht verfasst hat.
Unter seinen grammatischen Werken, die die Tradition der in Spanien entstandenen jüdisch-arabischen Grammatiken der hebräischen Sprache, insbesondere Judah ben David Hayyudj, fortsetzen und das Prinzip der dreikonsonantigen Wurzeln in Westeuropa bekannt machten, erlangten vor allem seine „Waage“ (Mosnajim, 1140) und das „Buch der Reinheit“ (1145, Sefer tzachut), eine Gesamtdarstellung der hebräischen Sprache mit angehängter Metrik, für die nachfolgende Tradition und die spätere christliche Hebraistik Bedeutung.
Großen Einfluss hatten auch seine astrologischen, astronomischen und mathematischen Schriften. Das sieben Traktate umfassende Corpus seiner astrologischen Schriften wurde später von einem Juden namens Hagin in altfranzösischer Übersetzung einem pikardischen Schreiber, Obert de Mondidier, diktiert und anschließend von Henri Bates de Malines in die lateinische Sprache übersetzt (1292 abgeschlossen). Unabhängig von dieser ersten lateinischen Fassung wurde die altfranzösische Übersetzung im darauffolgenden Jahr noch einmal von Pietro d’Abano und Anfang des 14. Jahrhunderts erneut von Arnoul de Quinquempoix ins Lateinische übertragen, sodass insgesamt drei lateinische Versionen verbreitet waren. Außerdem entstanden katalanische und mittelenglische Teilübersetzungen, wahrscheinlich jeweils von der hebräischen Originalfassung. Nur lateinisch überliefert, wahrscheinlich auch von Ibn Esra schon in lateinischer Sprache verfasst, sind seine astronomischen Tabulae pisanae und Fundamenta tabularum, von denen Letztere in der lateinischen Renaissance zu den wichtigsten Quellen algebraischer und trigonometrischer Kenntnisse gehörten. Hinzu kommen Schriften zum Astrolabium, zu Kalenderwesen und historischer Chronologie sowie zu Arithmetik und Zahlentheorie.
Ibn Esra verfasste außerdem zahlreiche sowohl religiöse und dann zum Teil in die synagogale Liturgie aufgenommene als auch weltliche Gedichte und führte in letzteren die Gestalt des wandernden Sängers in die hebräische Poesie ein. Ein Gedicht über das Schachspiel, das als das älteste literarische Zeugnis dieses Spiels in Westeuropa gilt, ist in der Zuschreibung nicht unumstritten.

## Sonstiges
Nach Ibn Esra ist seit 1935 der Mondkrater Abenezra benannt.

## Ausgaben
- Bibelkommentare

- Pentateuch

- Ibn Ezra’s Commentary on the Pentateuch, translated and annotated. Herausgegeben von H. Norman Strickman, Menorah Publishers, New York 1988–2004, 6 Bde., ISBN 0-932232-07-8, ISBN 0-932232-08-6, ISBN 0-932232-11-6, ISBN 0-932232-09-4, ISBN 0-932232-10-8, ISBN 0-932232-07-8.
- Abraham Ibn Esras langer Kommentar zum Buch Exodus. Eingeleitet, übersetzt und kommentiert von Dirk U. Rottzoll, de Gruyter, Tübingen u. a. 2000 (= Studia Iudaica, 17), 2 Bde., ISBN 3-11-016475-2
- Abraham Ibn-Esras Kommentar zu Genesis, Kapitel 1. Einleitung, Edition und Superkommentar von Leo Prijs, Steiner, Wiesbaden 1974 (= Verzeichnis der orientalischen Handschriften in Deutschland, Supplementband 17)
- Abraham Ibn Esras Kommentar zur Urgeschichte. Mit einem Anhang: Raschbams Kommentar zum Ersten Kapitel der Urgeschichte. Übersetzt und erklärt von Dirk U. Rottzoll, de Gruyter, Tübingen u. a. 1996 (= Studia Iudaica, 15), ISBN 3-11-015068-9
- Pêrûšê hat-Tôrā le-rabbenû Avrāhām Ibn ʿEzrâ, von Ašer Weiser, Mossad Harav Kook, Jerusalem 1977
- Pērūš R' Abraham Ibn-Ezra ʿal hat-Tōrāh: Ketab-jād Wāṭiqān Vat. Ebr. 38, von Etan Levine, Makor, Jerusalem 1874

- Propheten

- The commentary of Ibn Ezra on Isaiah: edited from manuscripts and translated, with notes, introduction and indexes, von Michael Friedländer, Society of Hebrew Literature, London 1874, 3 Bde.; Nachdr. Feldheim, New York 1964
- Abraham Ibn Ezra’s Commentary to the Minor prophets: Vatican manuscript Vat. Ebr. 75, Faksimile-Edition mit Einleitung und Index von Etan Levine, Makor, Jerusalem 1976
- Šenê pêrûšê R. Avrāhām Ibn-ʿEzrâ li-Trê-ʿāśār: mahadûrā maddāʿı̂t mevôʾeret, von Uriel Simon, Bd. 1 (Osee, Joel, Amos), Universiṭat Bar-Ilan, Ramat-Gan 1989
- The commentary of Rabbi Abraham Ibn Ezra on Hosea, edited from 6 manuscripts and translated with an introduction and notes, von Abe Lipshitz, Sepher Hermon Press, New York 1988, ISBN 0-87203-127-6
- Die Kommentare von Raschi, Ibn Esra, Radaq zu Joel: Text, Übersetzung und Erläuterung. Eine Einführung in die rabbinische Bibelexegese, von Gottfried Widmer, Volksdruckerei, Basel 1945

- Hagiographen

- El comentario de Abraham Ibn Ezra al Libro de Job: edición crítica, traducción y estudio introductorio von Mariano Gómez Aranda. Madrid 2004 (= Consejo Superior de Investigaciones Científicas, Instituto de Filología, Seria A, 6), ISBN 84-00-08219-2
- The Parma Psalter: a Thirteenth-century illuminated Hebrew book of Psalms with a commentary by Abraham Ibn Ezra, Faksimile-Edition und engl. Kommentar, von Malachi Beit-Arié, Thérèse Metzger und Emanuel Silver. Facsimile Editions, London 1996, 2 Bde., ISBN 0-948223-09-X, ISBN 0-948223-10-3
- Die Klagelieder des Jeremias nach rabbinischer Auslegung, mit Vorwort und Erläuterung von Josef M. Schönfelder. Stahl, München 1887
- Dos comentarios de Abraham Ezra al libro de Ester: edición crítica, traducción y estudio introductorio von Mariano Gómez Aranda. Madrid 2007 (= Consejo Superior de Investigaciones Científicas, Instituto de Filología, Seria A, 9), ISBN 978-84-00-08563-6
- Abraham Ibn Esras Kommentare zu den Büchern Kohelet, Ester und Rut. Eingeleitet und kommentiert von Dirk U. Rottzoll. de Gruyter, Tübingen u. a. 1999 (= Studia Iudaica, 12), ISBN 3-11-016452-3
- Abraham Ibn Ezra’s commentary on the canticles, after the first recension: edited from two mss, with a translation von H. J. Matthews. Trübner, London 1874
- Lateinische Übersetzung des Kommentars zum Hohelied von Gilbert Genebrard. In: ders., Canticum canticorum Salomonis versibus et commentariis illustratum, Paris: apud Aegidium Corbinum, 1585 ()
- El comentario de Abraham Ibn Ezra al Libro del Eclesiastés: introducción, traducción y edición crítica von Mariano Gómez Aranda. Instituto de Filología del CSIC, Madrid 1994 (= Textos y estudios „Cardenal Cisneros“, 56), ISBN 84-00-07402-5

- Bibelexegtische und mystische Traktate

- Yesod mora ṿe-sod Torah, hrsg. von Yosef Kohen. Universität Bar-Ilan, Ramat-Gan 2007, ISBN 978-965-226-348-3
- The secret of the Torah: a translation of Abraham ibn Ezra’s Sefer Yesod Mora Ve-Sod Ha-Torah von H. Norman Strickman. Aronson, Northvale (N.J.) 1995, ISBN 1-56821-296-8
- Jesod Morah. Grundlage der Gottesverehrung, oder Untersuchungen über das mosaische Gesetz und die Grundprinzipien der israelitischen Religion von R. Abraham ibn Esra. In einer paraphrastischen Verdeutschung von Michael Creizenach. Joseph Baer, Leipzig 1840
- Ḥaj Ben-Mēqīṣ, hrsg. mit einer hebr. Übersetzung der zugrundeliegenden Schrift Avicennas (Risālat Ḥaij Ibn-Jaqẓān) von Israel Levin, Mekōn Kaṣ le-Ḥēqer has-Sifrūt hā-ʿIbrīt, Ūnīb. Tel Aviv 1983,
  - Übersetzung (des Chaj ben Mekitz) in: Hermann Greive: Studien zum jüdischen Neuplatonismus. Die Religionsphilosophie des Abraham ibn Ezra. De Gruyter, Berlin/New York 1973 (= Studia Judaica. Forschungen zur Wissenschaft des Judentums. Band 7), ISBN 3-11-004116-2, S. 149–175.

- Sēfer Śefat yeter, hrsg. von Mordekai Loeb Bisliches, Anton Edler von Schmid. Pressburg 1838
- Sepher Haschem oder Das Buch über den vierbuchstabigen Namen Gottes von Abraham Aben Esra, herausgegeben und mit einem Commentar nebst Einleitung versehen von Gabriel Hirsch Lippman. Fürth 1834

- Astrologie, Medizin, Magie

- Sefer ha-ṭeʻamim / The book of reasons: a parallel Hebrew-English critical edition of the two versions of the text von Shlomo Sela. Brill, Leiden 2007 (= Etudes sur le judaïsme médiéval, 35), ISBN 978-90-04-15764-4
- Le livre des fondements astrologiques, précédé de Le commencement de la sapience des signes, übersetzt von Jacques Halbronn. Retz, Paris 1977
- The beginning of wisdom: an astrological treatise by Abraham Ibn Ezra: hebr. Text (Sēfer Rē’šīt ḥokmā) hrsg. von Francisco Cantera, engl. Übersetzung von aus dem Jahr 1939 Raphael Levy, inklusive der altfranzösischen Übersetzung (Le commencement de sapience, 1273) von Hagin le Juif in der Niederschrift von Obert de Mondidier. Johns Hopkins Press, Baltimore 1939 (= Johns Hopkins studies in romance literatures and languages, Sonderband 14)

- Mathematik, Numerologie

- Abraham ibn Esra: Buch der Einheit. Aus dem Hebräischen übersetzt nebst Parallelstellen und Erläuterungen zur Mathematik Ibn Esras von Ernst Müller. Welt-Verlag, Berlin 1921 ()
- Sefer ha-Mispar. Das Buch der Zahl. Ein hebräisch-arithmetisches Werk des R. Abraham ibn Ezra (XII. Jahrhundert). Zum ersten male herausgegeben, ins Deutsche übersetzt und erläutert von Moritz Silberberg. J. Kauffmann, Frankfurt a. M. 1895; zuvor als Dissertation Halle-Wittenberg 1891.

- Sprache und Grammatik

- Sefer Ṣaḥot de Abraham Ibn 'Ezra: edición crítica y versión castellana, von Carlos del Valle Rodriguez, Diss. Salamanca 1977
- Safah Berurah de Ibn Ezra, von E. Ruiz González, Diss. Univ. Complutense, Madrid 1994
- Sapha berura oder Die geläuterte Sprache, von Abraham Ebn-Esra. Nach einem handschriftlichen Exemplare in der k. Hof- und Staatsbibliothek zu München kritisch bearbeitet und mit einem Commentar nebst Einleitung versehen von Gabriel Hirsch Lippman, Zürndoffer, Fürth 1839, Nachdr. Jerusalem 1967
- Sepher Zachoth oder das Buch über die Eleganz der hebräischen Sprache, mit Anmerkungen herausgegeben von Gabriel Hirsch Lippmann, Fürth 1827
- The treatise on punctuation by the same author [d. i. Jehuda ibn Ḥayug], translated by Aven Ezra, hrsg. mit engl. Übs. von John W. Nutt in: Jehuda ibn Ḥayug, Two treatises on verbs containing feeble and double letters, Asher & Co., London / Berlin 1870, S. 140–146

- Gedichte und Liturgica

- Twilight of a golden age: selected poems of Abraham Ibn Ezra, edited and translated with introduction and notes, von Leon J. Weinberger, University of Alabama Press, Tuscaloosa 1997
- Sîrê haq-qodeš šel ʾAvrāhām Ibn-ʿEzrâ: critical edition with introduction and commentary, von Israel Levin, Ahva Press, Jerusalem 1975–1980 (2. Aufl. 1997–2000), 2 Bde.
- Reime und Gedichte des Abraham Ibn Esra, von David Rosin, erschienen in: Jahresbericht des jüdisch-theologischen Seminars „Fraenckel’scher Stiftung“, Breslau 1885 / 1887 / 1888 / 1891 / 1894
- Neu-eröffnete Kunststück des Schach-Spiels … Von dem berühmten Rabbi und Caballisten Abraham Aben Esra in Hebräischer Sprache geschrieben, Nun aber zum Lieb und Nutzen der Herrn Liebhaber des Spiels ins Teutsche übersetzt von Lvdi Magistro, Frankfurt a. M. / Leipzig 1753